# Бречь (река)
Бречь (укр. Бреч) — левый приток Снова, протекающий по Сосницкому, Корюковскому и Сновскому районах (Черниговская область, Украина).

## География
Длина — 50 км. Площадь водосборного бассейна — 235 км². Русло реки (отметки уреза воды) в нижнем течении (село Сновское) находится на высоте 116,0 м над уровнем моря. В верхнем течении (выше Корюковки) называется ручей Бречица. Питание смешанное. Замерзает в период декабрь—март.
Русло умеренно-извилистое, шириной местами до 2 м. Долина корытообразная, шириной местами до 2,5 км. Пойма симметричная, шириной до 200 м. Скорость течения — 0,1. Река в верхнем течении протекает через смешанный лес (доминирование сосны и березы — урочища Пустынный Бор, Бречская Дача, Казенный Лес), далее изредка примыкают участки леса и в комплексе с лугами и болотами. Преимущественно в среднем и нижнем течении пойма занята лугами и заболоченными участками. У истоков (село Ховдиевка) и в нижнем течении (село Сновское) — два участка берега обрывистые с пляжами высотами соответственно 3 м и 2 м. На протяжении всей длины (кроме верхнего течения) к руслу примыкают каналы и сети каналов. На реке создан крупный пруд (город Корюковка), ниже по течению несколько километров (между Корюковкой и Петровой Слободой) русло выпрямлено в канал (канализировано) шириной 5 м и глубиной 1,2 м.
Берёт начало между селами Ховдиевка (Городнянский район) и Матвеевка (Сосницкий район). Река течёт на северо-запад. Впадает в Снов непосредственно севернее города Сновск (Сновский район), часть города ранее была отдельным селом Носовка.
Участок поймы верхнего течения реки Бречь (ручей Бречица), при впадении притоки Миленка, занят Бречским ботаническим заказником общегосударственного значения (площадь 200 га).
Притоки: Миленка, Буда, Бречица, Тягновка (правый)
Населённые пункты на реке (от истока к устью):
Корюковский район
1. Ховдиевка
2. Бречь
3. Трудовик
4. Гуриновка
5. город Корюковка
6. Петрова Слобода
7. Сосновка
8. Шишка

Сновский район
1. Шкробово
2. Михайловка
3. Сновское
4. Енькова Рудня